# Benthochromis
Benthochromis là chi (sinh học) nhỏ của họ Cá hoàng đế, đặc hữu vùng hồ Tanganyika ở Đông Phi.

## Phân loài
- Benthochromis horii Takahashi, 2008.[1]
- Benthochromis melanoides (Poll, 1984).
- Benthochromis tricoti (Poll, 1948).